# Undulatus

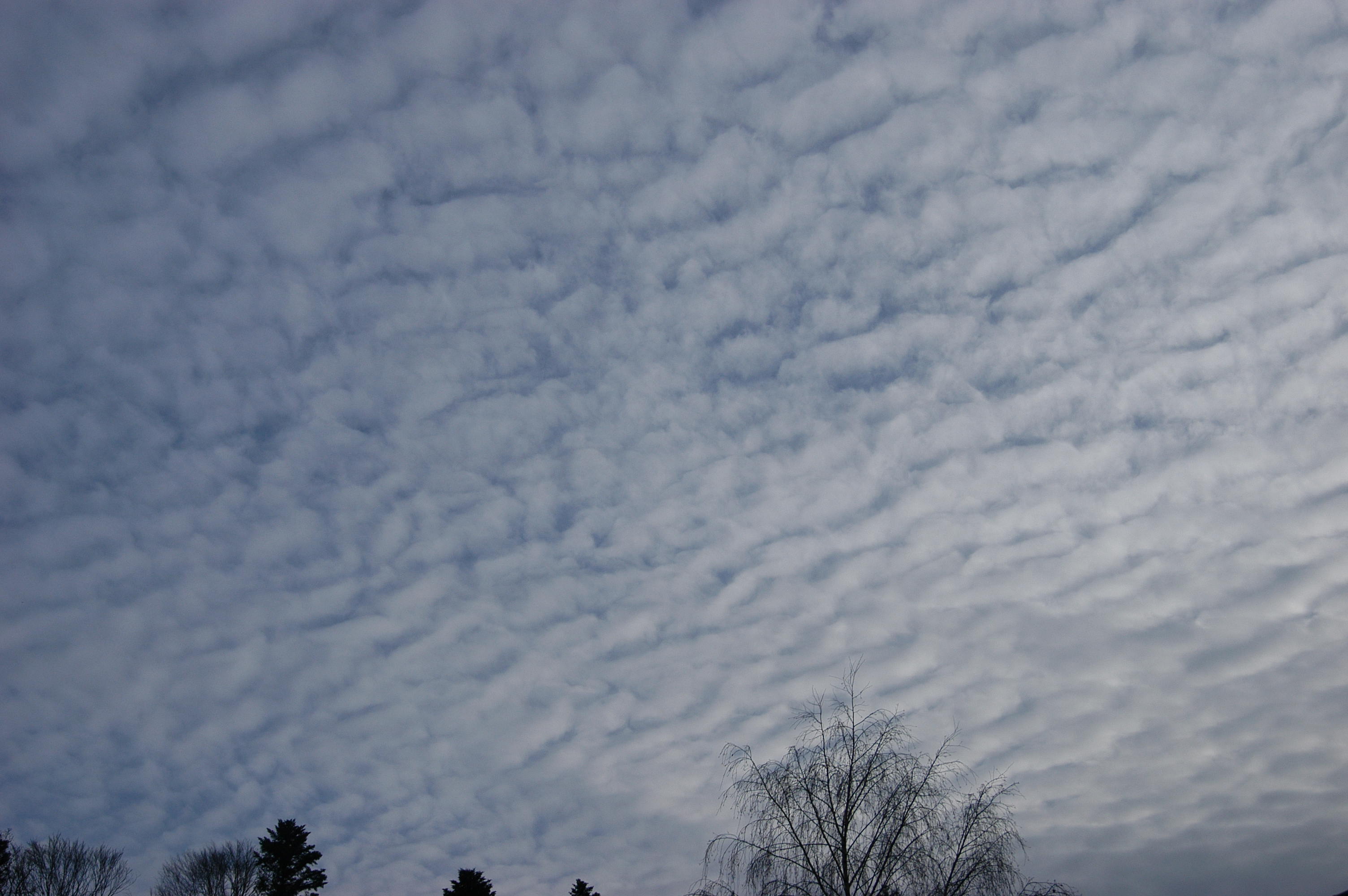
Altocumulus stratiformis undulatus: Wellenförmige Anordnung der Wolkenstücke

Undulatus (un) (lat. „wellenförmig“ von unda „Welle“) sind Wolkenflecken, -felder oder -schichten, deren Erscheinungsbild an Wasserwellen erinnernde Muster aufweist. Diese Wellenbildung kann bei verhältnismäßig gleichförmigen Wolkenschichten oder auch bei Wolken, deren Teile miteinander verwachsen oder voneinander getrennt sind, beobachtet werden. Manchmal ist ein doppeltes Wellensystem vorhanden.
Diese Bezeichnung wird hauptsächlich bei Cirrocumulus, Cirrostratus, Altocumulus, Altostratus, Stratocumulus und Stratus angewendet.

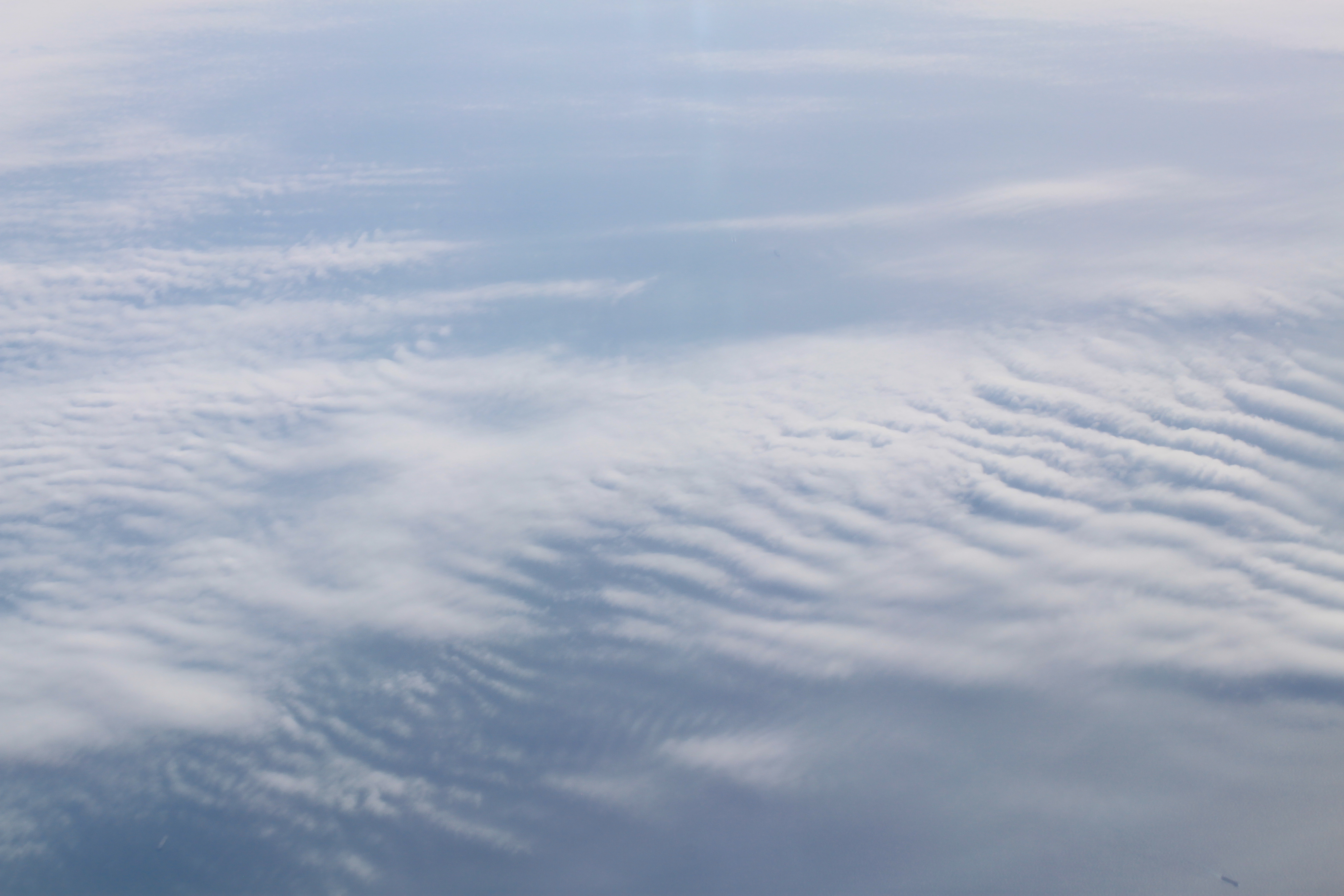
Undulatuswolken von oben gesehen
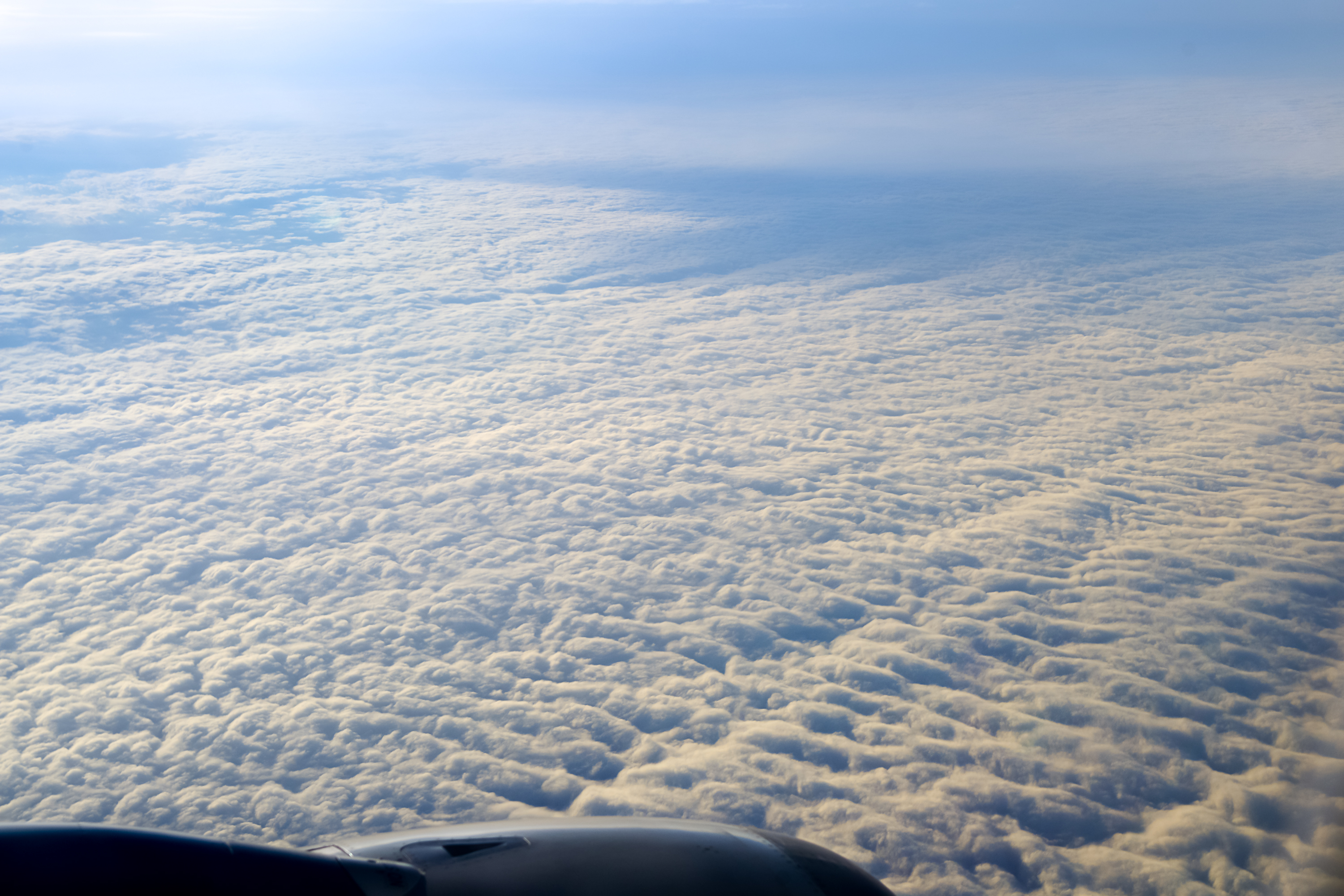
Altocumulus undulatus mit zwei Wellensystemen vom Flugzeug aus gesehen.